# Rudbeckia bicolor
Rudbeckia bicolor es una planta herbácea perenne, nativa del este de EE. UU., alcanzando 1,6 m de altura, con hojas algo glaucas, flores compuestas. Los discos  florales son amarillento rojizos, y los rayos mitad rojos y resto amarillos. 
La especie nombrada, bicolor, refiere al doble color de los rayos florales.